# شروانابلاگولا
شروانابلاگولا (به انگلیسی: Shravanabelagola) یک منطقهٔ مسکونی در هند است که در بخش حسن واقع شده‌است. شروانابلاگولا ۸۷۱ متر بالاتر از سطح دریا واقع شده‌است.

## نگارخانه

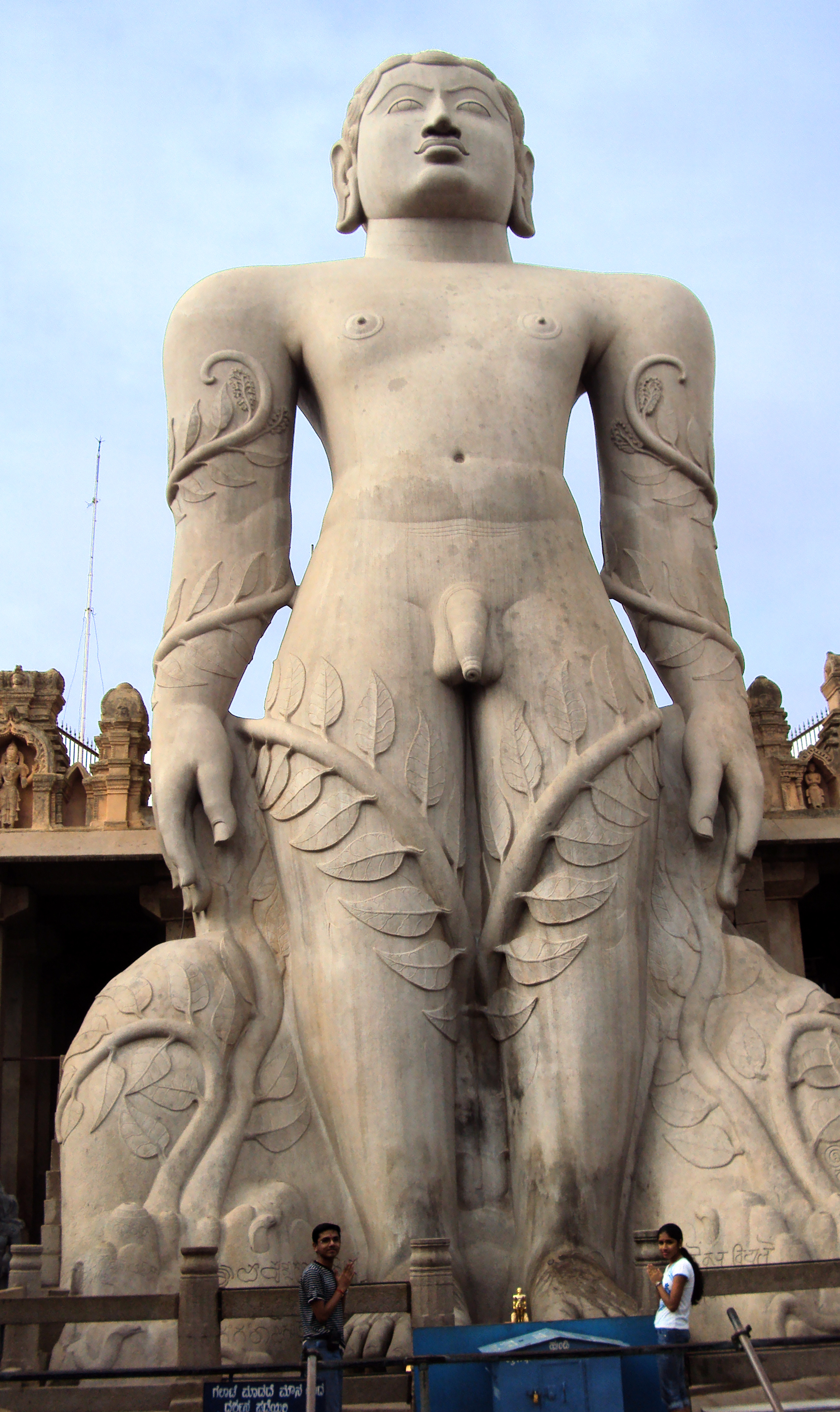
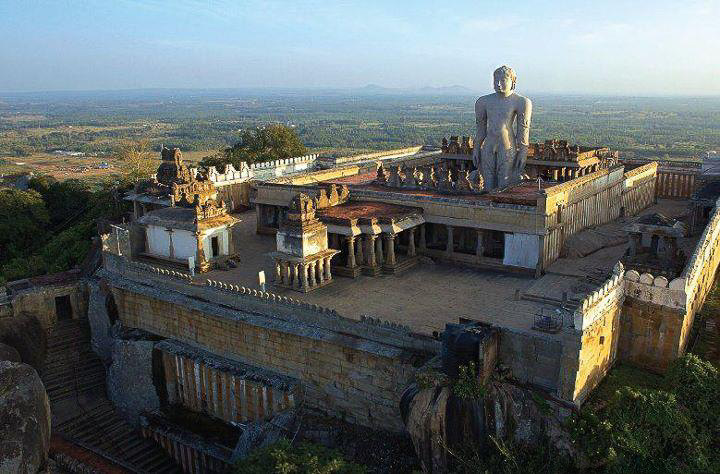
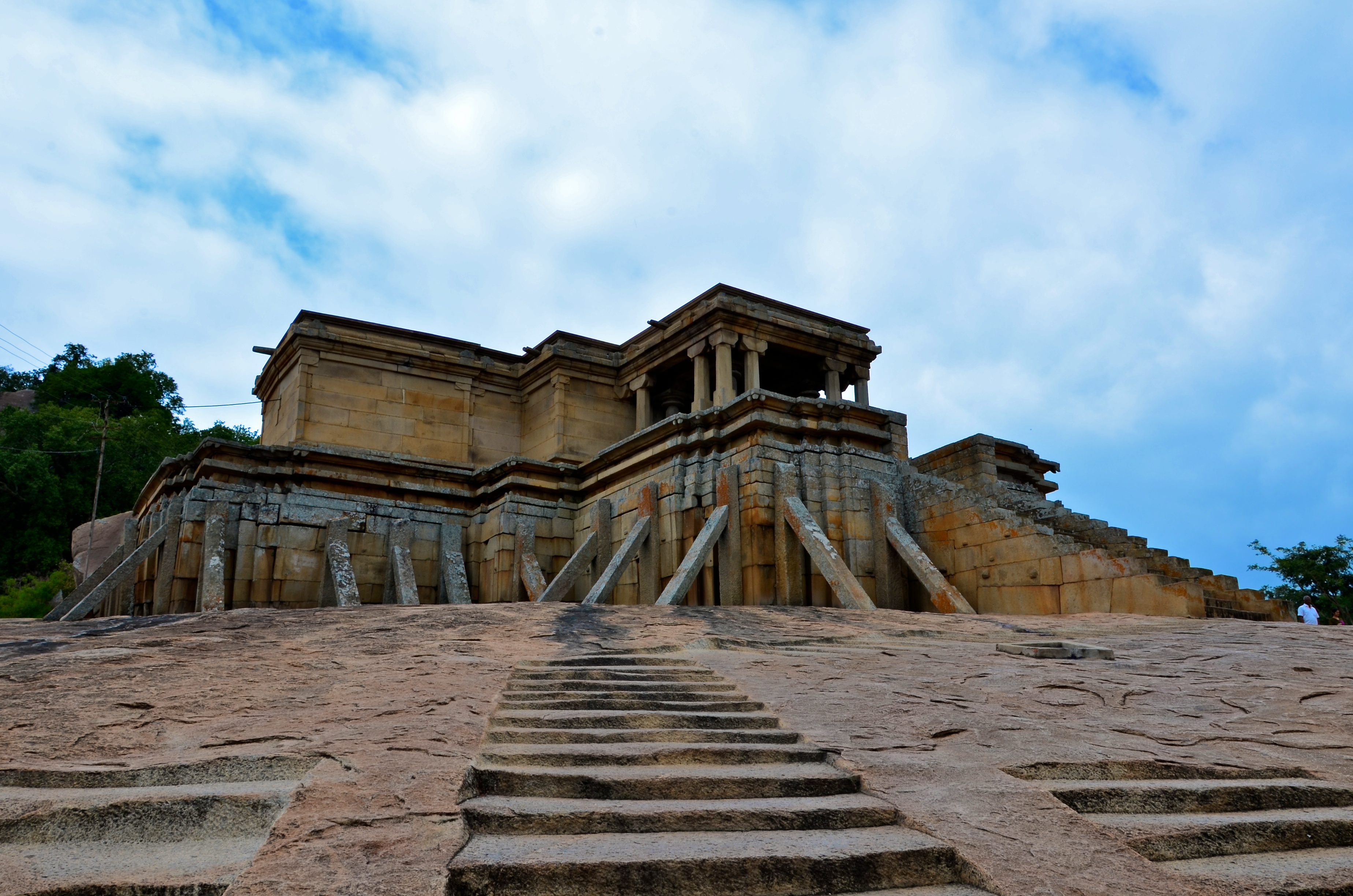
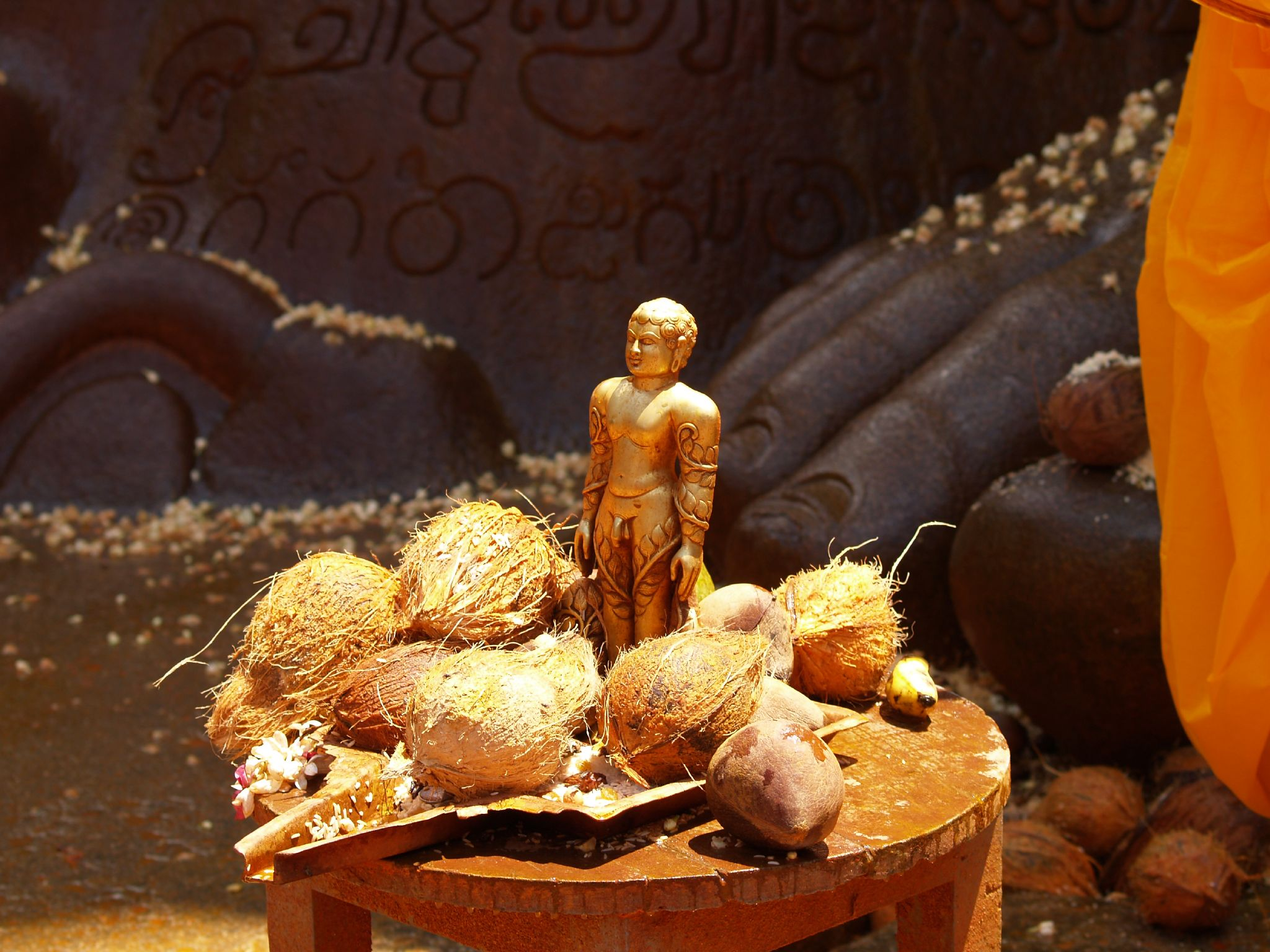
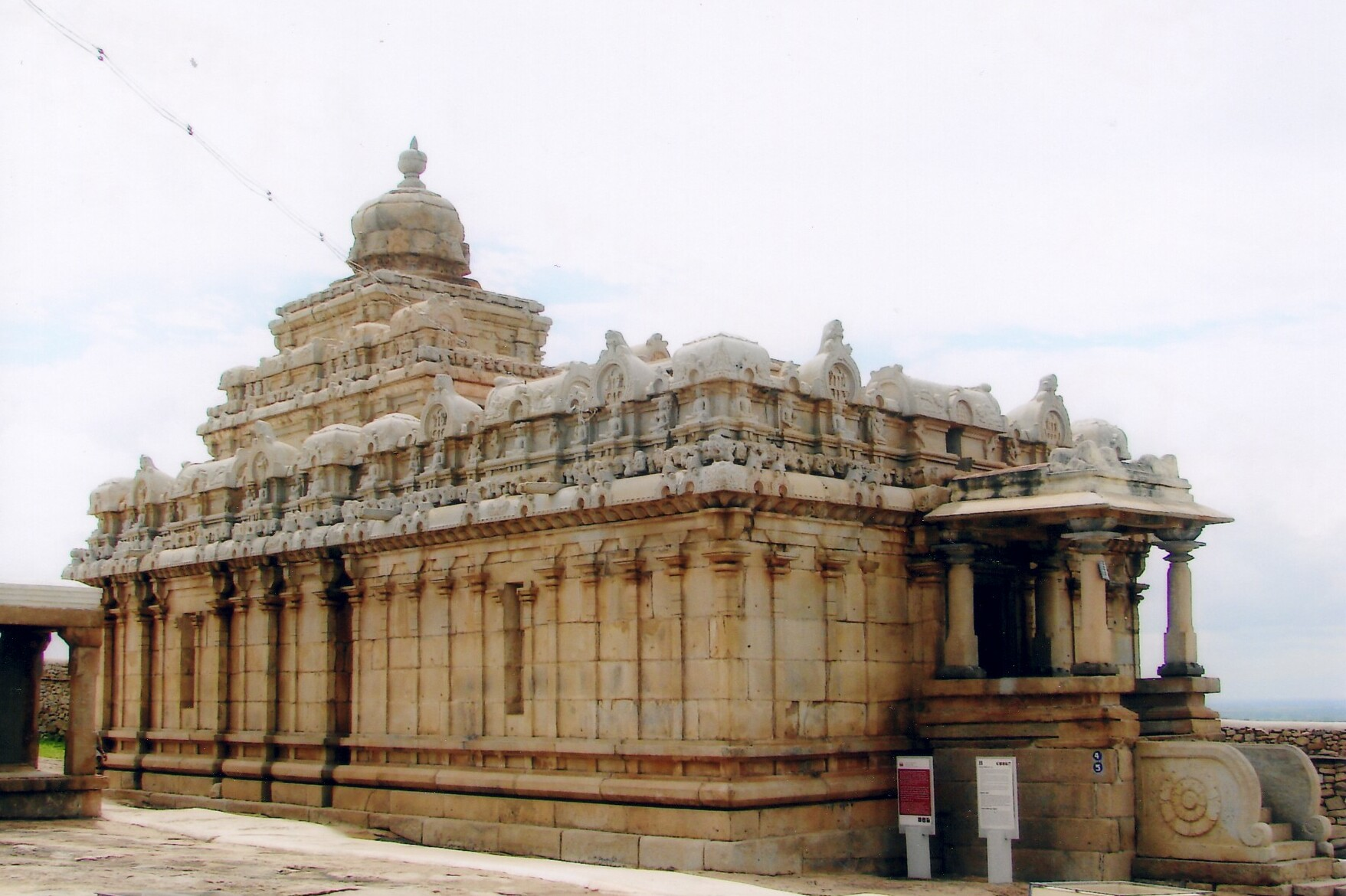
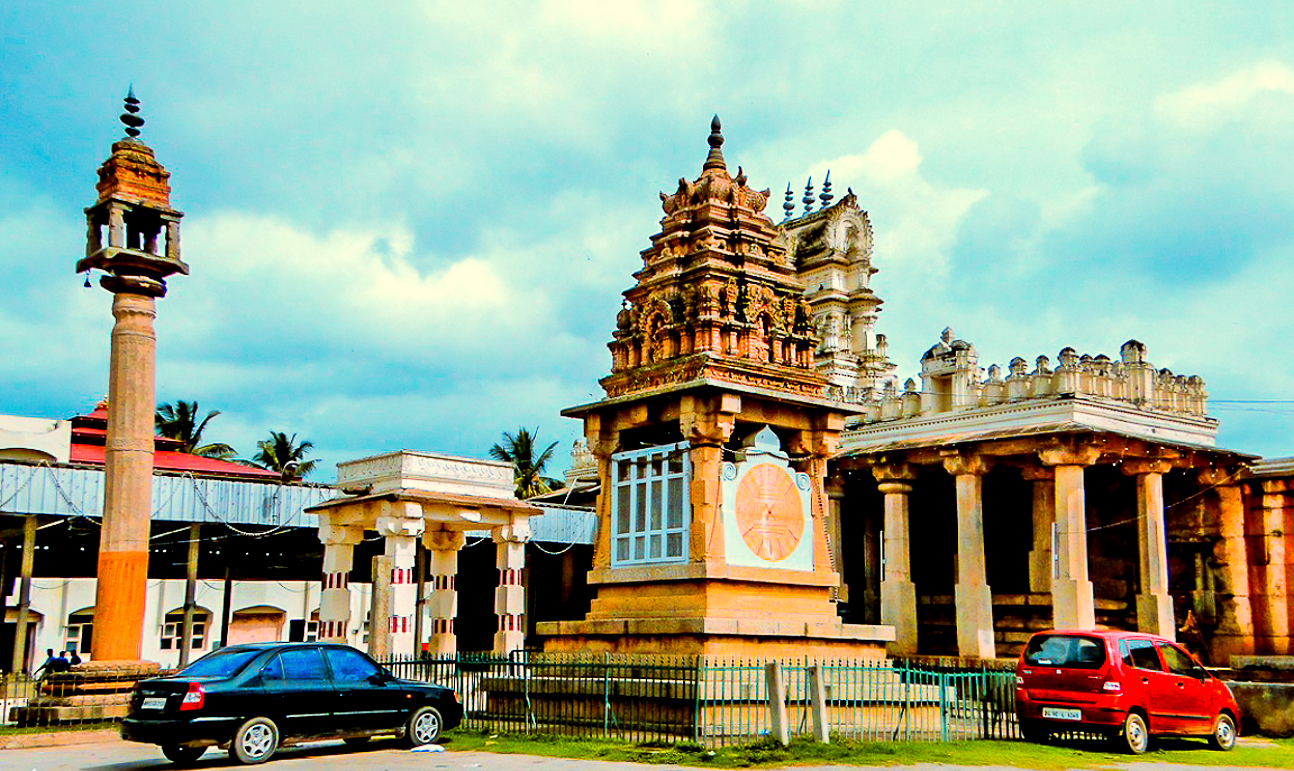
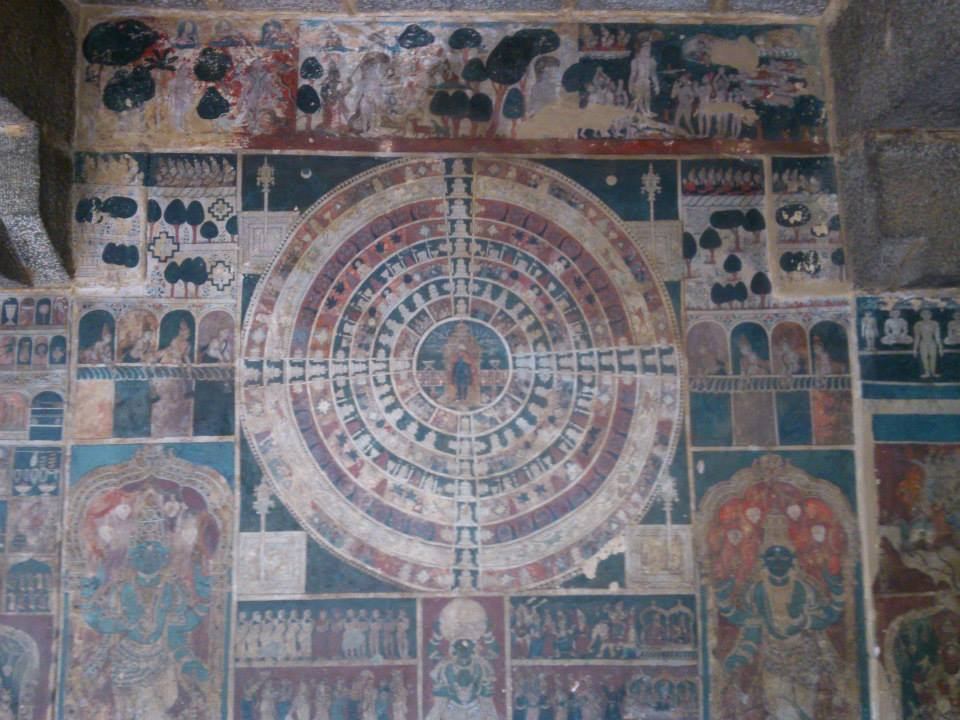
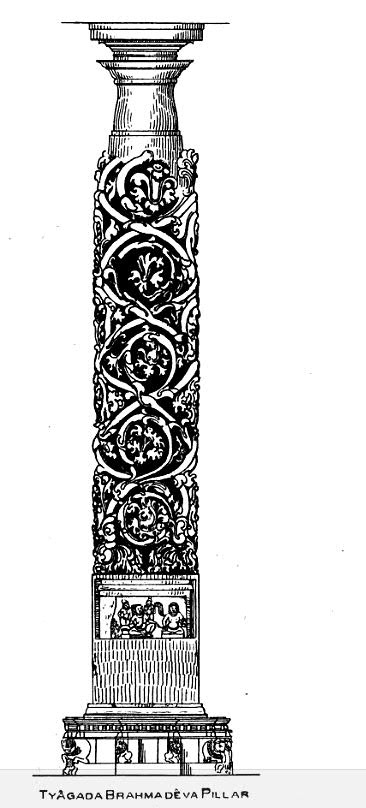
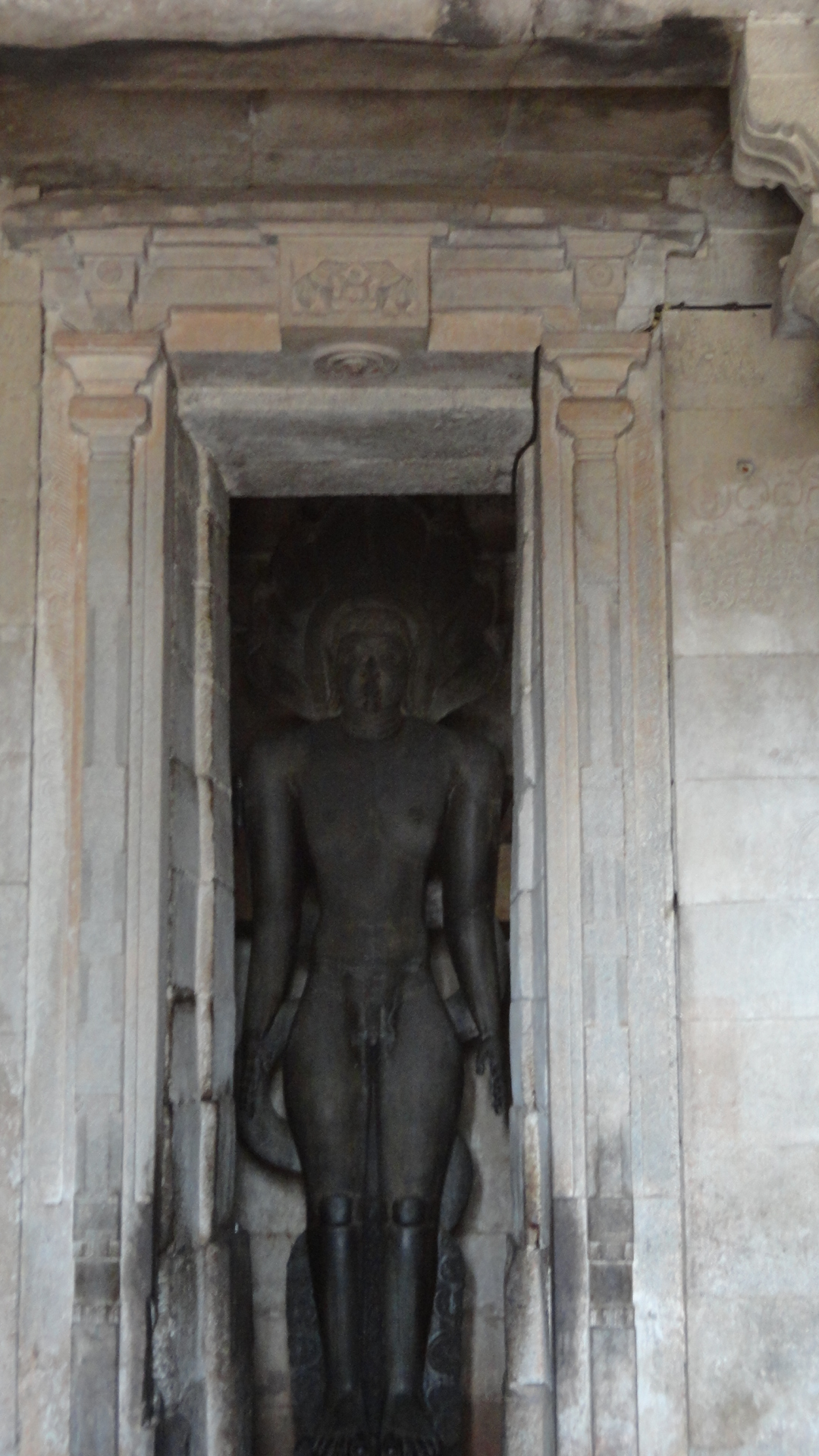
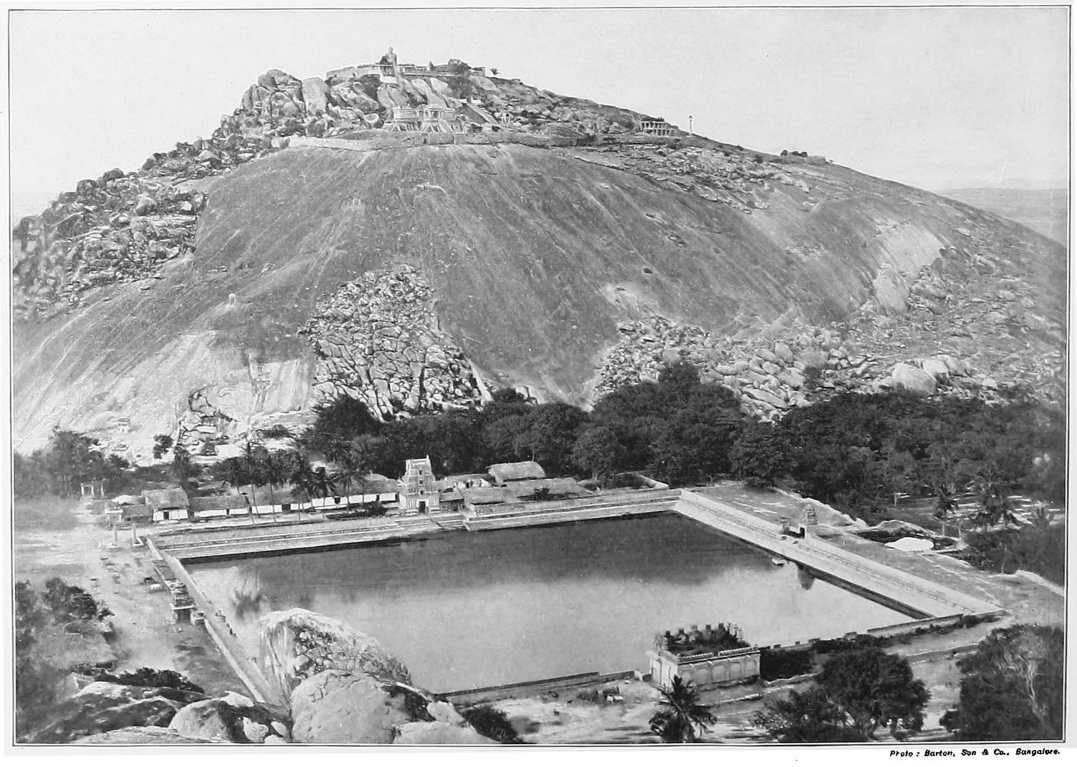